# Gaya tarijensis
Gaya tarijensis là một loài thực vật có hoa trong họ Cẩm quỳ. Loài này được R.E.Fr. mô tả khoa học đầu tiên năm 1906.